# Hageri
Hageri är en ort i Estland. Den ligger i Kohila kommun och landskapet Raplamaa, i den västra delen av landet, 30 km söder om huvudstaden Tallinn. Hageri ligger 68 meter över havet och antalet invånare är 175.
Terrängen runt Hageri är mycket platt. Runt Hageri är det ganska tätbefolkat, med 108 invånare per kvadratkilometer. Närmaste större samhälle är Kohila, 6,0 km öster om Hageri. I omgivningarna runt Hageri växer i huvudsak blandskog.